# Угілецька тополя
Угіле́цька топо́ля — ботанічна пам'ятка природи місцевого значення в Україні. Найбільша і найстарша тополя України. Розташована в межах Гощанського району Рівненської області, на захід від села Угільці (при дорозі до села Бугрин). 
Площа 0,01 га. Статус надано згідно з рішенням облради від 22.04.2011 року № 263 за ініціативи  Київського еколого-культурного центру. Перебуває у віданні Бугринської сільської ради. 
Статус надано з метою збереження одного екземпляра тополі білої. Обхват стовбура 9,06 м, діаметр 2,8 м, висота 25—27 м, орієнтовний вік 400—420 років.
На початку серпня 2020 року, не витримавши тривалої негоди, тополя зламалася на дві частини, лишивши по собі кремезний стовбур.